# The Apprentice: Martha Stewart
The Apprentice: Martha Stewart foi um reality show dos EUA em 2005. Era um spin-off do reality show The Apprentice e era apresentado por Martha Stewart, que teve como conselheiros Charles Koppelman e Alexis Stewart.
| Grupo 1   | Grupo 2    |
| --------- | ---------- |
| Primarius | Matchstick |

| Candidato (a)                                                 | Idade | Origem                      | Resultado                |
| ------------------------------------------------------------- | ----- | --------------------------- | ------------------------ |
| Dawna Stone - Empresária de revista                           | 35    | São Petesburgo, Flórida     | Contratada               |
| Bethenny Frankel - Chef de comida natural                     | 27    | Nova York                   | Demitida na final        |
| Jim Bozzini - Executivo de propaganda                         | 36    | Gilbertsville, Pennsylvania | Demitido no episódio 12  |
| Marcela Valladolid - Instrutora de culinária                  | 27    | Tijuana, Mexico             | Demitidos no episódio 11 |
| Ryan Danz - Recém-formado em direito                          | 28    | Cardiff, California         | Demitidos no episódio 11 |
| Leslie Sanchez - Empresária de companhia de marketing         | 36    | Alexandria, Virginia        | Demitida no episódio 10  |
| Amanda Hill - Advogada                                        | 30    | Austin, Texas               | Demitida no episódio 9   |
| Howie Greenspan - Empresário de companhia de roupas femininas | 33    | Closter, New Jersey         | Demitido no episódio 8   |
| Carrie Gugger - Diretora criativa                             | 31    | San Diego, California       | Demitidas no episódio 7  |
| Sarah Brennan - Planejadora de eventos                        | 25    | Washington, D.C.            | Demitidas no episódio 7  |
| David Karandish - Empresário de companhia de Internet         | 22    | Maplewood, Missouri         | Demitido no episódio 6   |
| Jennifer Le - Promotora                                       | 32    | Los Angeles, California     | Demitida no episódio 5   |
| Dawn Silvia - Consultora de RP                                | 33    | Boston, Massachusetts       | Demitida no episódio 4   |
| Shawn Killinger - Jornalista / Apresentadora de TV            | 32    | Grosse Pointe, Michigan     | Demitida no episódio 3   |
| Chuck Soldano - Designer de interiores                        | 38    | Philadelphia, Pennsylvania  | Demitido no episódio 2   |
| Jeff Rudell - Diretor criativo                                | 42    | Nova York                   | Demitido no episódio 1   |

## Episódios

### Episódio 1
- Objetivo da Tarefa: Criar um livro com uma versão atual de uma história infantil
- Líder da equipe Primarius: Dawna
- Líder da equipe Matchstick: Jeff
- Equipe Vencedora: Primarius
  - Prêmio: Jantar japonês com Martha
- Equipe perdedora: Matchstick
- Motivo da Derrota: O grupo passou uma impressão as crianças que desobedecer os pais é correto e fez rimas forçadas, além de a quantidade de crianças que gostaram ser pequena
  - Indicados para a sala de Conferências: Jeff, Dawn, Jim
  - Demitido: Jeff, por péssima liderança. Ele escolheu uma história controversa, escreveu muito mal a história, não deixou Dawn trabalhar, não clicou com seu público, e fez rimas horríveis, além de não se encaixar no perfil desejado por Martha

### Episódio 2
- Objetivo da Tarefa: Venda de flores
- Líder da equipe Primarius: Carrie
- Líder da equipe Matchstick: Chuck
- Equipe Vencedora: Primarius
  - Prêmio: Serem voluntários na construção de um jardim para um centro comunitário
- Equipe perdedora: Matchstick
- Motivo da Derrota: Desvantagem total de 32%
  - Indicados para a sala de Conferências: Chuck, Dawn, Jim
  - Demitido: Chuck, por ter tido uma liderança falha e cogitado desistir do jogo

### Episódio 3
- Objetivo da Tarefa: Criar um bolo de casamento e vendê-lo
- Líder da equipe Primarius: Howie
- Líder da equipe Matchstick: David
- Equipe Vencedora: Primarius
  - Prêmio: Jantar com Donald e Melânia Trump
- Equipe perdedora: Matchstick
- Motivo da Derrota: Não só o bolo foi considerado inferior, como a equipe não vendeu nada
  - Indicados para a sala de Conferências: David, Marcela, Dawn, Shawn, Bethenny e Jim (David escolheu Marcela e Dawn, mas Martha não concordou e trouxe de volta todos para a sala)
  - Demitida: Shawn, por ter dito, para Charles, que se a Matchstick perdesse ela poderia ser demitida

### Episódio 4
- Reestruturação das Equipes: Martha ordenou que alguém da Primarius fosse liderar a Matchstick; a escolhida foi Leslie
- Objetivo da Tarefa: Reforma de suíte no hotel Westin, usando algum tema relacionado a um estilo de vida
- Líder da equipe Primarius: Amanda
- Líder da equipe Matchstick: Leslie
- Equipe Vencedora: Primarius
  - Prêmio: Uma noite na suíte que criaram
- Equipe perdedora: Matchstick
- Motivo da Derrota: Os fornecedores do sofá se perderam e o ambiente ficou incompleto
  - Indicadas para a sala de Conferências: Leslie, Bethenny e Dawn
  - Demitida: Dawn, por ter sido muito criticada por sua equipe em todas as tarefas

### Episódio 5
- Reestruturação das Equipes: Ryan, Dawna e Amanda passaram para a Matchstick; Bethenny e Jim passaram para a Primarius
- Objetivo da Tarefa: Criar um novo tipo de molho para a wishbone, incluindo o design da embalagem e depois vender o produto
- Líder da equipe Primarius: Jennifer
- Líder da equipe Matchstick: Ryan
- Equipe Vencedora: Matchstick
  - Prêmio: Pilotar uma velha escuna de 1893, indo para a ilha Ellis e velejando para ver New York de um ponto de vista diferente
- Equipe perdedora: Primarius
- Motivo da Derrota: Desempenho levemente inferior; desvantagem de 0,66%
  - Indicados para a sala de Conferências: Jennifer, Jim
  - Demitida: Jennifer, por Martha não concordar com sua postura como líder

### Episódio 6
- Objetivo da Tarefa: Leilão para celebridades que têm cachorros
- Líder da equipe Primarius: Jim
- Líder da equipe Matchstick: Marcela
- Equipe Vencedora: Primarius
  - Prêmio: Pilotar uma velha escuna de 1893, indo para a ilha Ellis e velejando para ver New York de um ponto de vista diferente
- Equipe perdedora: Matchstick
- Motivo da Derrota: Lucro inferior
  - Indicados para a sala de Conferências: Marcela, David
  - Demitido: David, por falta de experiência no mundo profissional

### Episódio 7
- Objetivo da Tarefa: Utilizar um outdoor móvel e materiais de apoio para fazer o marketing da empresa Tide To Go. As equipes também deverão parar em dados momentos para apresentar um evento teatral para apresentar a marca
- Líder da equipe Primarius: Sarah
- Líder da equipe Matchstick: Dawna
- Equipe Vencedora: Matchstick
  - Prêmio: Um café da manhã em Bedford com Martha e seu amigo Peter; um dos donos da empresa
- Equipe perdedora: Primarius
- Motivo da Derrota: Desorganização e display extremamente inferior
  - Indicados para a sala de Conferências: Sarah, Carrie, Jim, Howie e Bethenny (Martha resolveu trazer todos os participantes da Primarius para a sla de conferência, porque, segundo Martha, a equipe havia sido extremamente falha em todos os aspectos)
  - Demitidas: Sarah, pela fraca liderança; e Carrie, por ter tido uma postura extremamente omissa durante a prova

### Episódio 8
- Reestruturação das Equipes: Martha ordenou que a pessoa com o melhor placar como líder da Matchstick fosse fazer parte da Primarius; Dawna
- Objetivo da Tarefa: Vender um produto em um set externo no canal de compras QVC
- Líder da equipe Primarius: Bethenny
- Líder da equipe Matchstick: Ryan
- Equipe Vencedora: Matchstick
  - Prêmio: Viagem de helicóptero para East Hampton onde os participantes visitaram Kevin Sharkey, decorador da casa de Martha no local
- Equipe perdedora: Primarius
- Motivo da Derrota: Diferença de 9% no valor total arrecadado
  - Indicados para a sala de Conferências: Bethenny, Jim e Howie
  - Demitido: Howie, por falta de energia e fracasso como apresentador

### Episódio 9
- Objetivo da Tarefa: Criação de um espaço de vendas para vender unidades de Tassimo
- Líder da equipe Primarius: Jim
- Líder da equipe Matchstick: Marcela
- Equipe Vencedora: Primarius
  - Prêmio: Visita a uma das casas de Martha (com Alexis de guia)
- Equipe perdedora: Matchstick
- Motivo da Derrota: Desvantagem total de 54%
  - Indicados para a sala de Conferências: Marcela, Ryan e Amanda
  - Demitida: Amanda, por ter sido desleal a liderança de Marcela

### Episódio 10
- Objetivo da Tarefa: Criar um display para o novo Buick Lucerne
- Líder da equipe Primarius: Dawna
- Líder da equipe Matchstick: Leslie
- Equipe Vencedora: Primarius
  - Prêmio: Jantar com Susan, CEO e presidente da Martha Stewart Living, e Charles
- Equipe perdedora: Matchstick
- Motivo da Derrota: Problemas de execução do bom planejamento que haviam feito
  - Indicados para a sala de Conferências: Leslie, Ryan e Marcela
  - Demitida: Leslie, por ter modificado o projeto inicial

### Episódio 11
- Objetivo da Tarefa: Criar um vídeo para ser apresentado dentro dos aviões da Song Airlines, promovendo seu voo direto Novo Iorque - Los Angeles
- Líder da equipe Primarius: Bethenny
- Líder da equipe Matchstick: Ryan
- Equipe Vencedora: Primarius
  - Prêmio: Ida à casa de Bedford  de Martha para um passeio a cavalo e um jogo de caça-palavras
- Equipe perdedora: Matchstick
- Motivo da Derrota: Pontuação inferior
  - Indicados para a sala de Conferências: Ryan, Marcela
  - Demitidos: Ryan, pela horrível liderança; e Marcela, por seu placar negativo

### Episódio 12
- Reestruturação das Equipes: As equipes foram extintas; cada candidato compete diretamente com os outros
- Objetivo da Tarefa: Entrevistas com Susan, Presidente e CEO da Martha Stewart Living Omnimedia; Jonathan, vice-presidente sênior de mercadorias; Gael, gerente criativo; e Margaret, diretora editorial
  - Demitido: Jim, por ter um placar negativo e não ter passado uma boa imagem nem para os executivos nem para Martha, durante a série
    - Objetivo da Tarefa: Organização de eventos. Bethenny ficou com a de um circo e Dawna ficou com a de um desfile de moda de Liz Claiborne para a Safe Horizon
- Por serem finalistas, Dawna e Bethenny tiveram o direito de escolher dos 3 dos 14 demitidos para formarem suas equipes. Bethenny escolheu Carrie, Jim e Ryan e Dawna escolheu Howie, Amanda e Sarah

### Episódio 13
- Demitida: Bethenny, por ter tido, ao longo do programa um desempenho inferior ao de Dawna
- Contratada: Dawna

## Resultados finais
| Candidato          | Equipe Original | Equipe no episódio 4 | Equipe no episódio 5 | Equipe no episódio 8 | Resultado               | Recorde como líder                                        |
| ------------------ | --------------- | -------------------- | -------------------- | -------------------- | ----------------------- | --------------------------------------------------------- |
| Dawna Stone        | Primarius       | Primarius            | Matchstick           | Primarius            | Contratada              | 3-0 (vitória nos episódios 1, 7 e 10)                     |
| Bethenny Frankel   | Matchstick      | Matchstick           | Primarius            | Primarius            | Demitida na final       | 1-1 (vitória no episódio 11, derrota no episódio 8)       |
| Jim Bozzini        | Matchstick      | Matchstick           | Primarius            | Primarius            | Demitido no episódio 12 | 2-0 (vitória nos episódios 6 e 9)                         |
| Marcela Valladolid | Matchstick      | Matchstick           | Matchstick           | Matchstick           | Demitida no episódio 11 | 0-2 (derrota nos episódios 6 e 9)                         |
| Ryan Danz          | Primarius       | Primarius            | Matchstick           | Matchstick           | Demitido no episódio 11 | 2-1 (vitória nos episódios 5 e 8, derrota no episódio 11) |
| Leslie Sanchez     | Primarius       | Matchstick           | Matchstick           | Matchstick           | Demitida no episódio 10 | 0-2 (derrota nos episódios 4 e 10)                        |
| Amanda Hill        | Primarius       | Primarius            | Matchstick           | Matchstick           | Demitida no episódio 9  | 1-0 (vitória no episódio 4)                               |
| Howie Greenspan    | Primarius       | Primarius            | Primarius            | Primarius            | Demitido no episódio 8  | 1-0 (vitória no episódio 3)                               |
| Carrie Gugger      | Primarius       | Primarius            | Primarius            |                      | Demitida no episódio 7  | 1-0 (vitória no episódio 2)                               |
| Sarah Brennan      | Primarius       | Primarius            | Primarius            |                      | Demitida no episódio 7  | 0-1 (derrota no episódio 7)                               |
| David Karandish    | Matchstick      | Matchstick           | Matchstick           |                      | Demitido no episódio 6  | 0-1 (derrota no episódio 3)                               |
| Jennifer Le        | Primarius       | Primarius            | Primarius            |                      | Demitida no episódio 5  | 0-1 (derrota no episódio 5)                               |
| Dawn Silvia        | Matchstick      |                      |                      |                      | Demitida no episódio 4  |                                                           |
| Shawn Killinger    | Matchstick      |                      |                      |                      | Demitida no episódio 3  |                                                           |
| Chuck Soldano      | Matchstick      |                      |                      |                      | Demitido no episódio 2  | 0-1 (derrota no episódio 2)                               |
| Jeff Rudell        | Matchstick      |                      |                      |                      | Demitido no episódio 1  | 0-1 (derrota no episódio 1)                               |